# Mas de Mata
El Mas de Mata és una masia de Reus (Baix Camp) situada a la partida de Blancafort, a l'oest de la carretera de Cambrils i al sud del camí que condueix al Mas de Becedes, que li queda a l'oest.

## Descripció
El mas és una construcció de planta rectangular i volum senzill, amb tres plantes d'alçada i un cos annexat a la façana posterior, d'una planta. La coberta és amb teulat a dues aigües, amagat per una barana d'obra o acroteri, guarnida amb balustres. Les façanes, i sobretot la principal, obeeixen a l'ordenació de buits i plens originada per un eix de simetria central. La tipologia de maset presenta la majoria d'elements típics d'aquests tipus de construccions de caràcter marcadament urbà, i denoten una posició social acomodada.
Hi ha una bassa circular. L'estat de la bassa i el mas és bo. Ja no existeixen la casa dels masovers, un corral a uns laterals i una font, que se situava en una placeta al davant de la casa.